# YO Concept
YO Concept est un constructeur artisanal français de voiture de course monotype. Basé en Bretagne, il développe une gamme de barquettes conçues pour la course de sprint et d'endurance mais aussi pour le loisir ou les écoles de pilotage.
Le Championnat VdeV, sous l'égide de la FFSA, permet de disputer des courses avec ces voitures dans le Challenge Funyo.

## Modèles construits

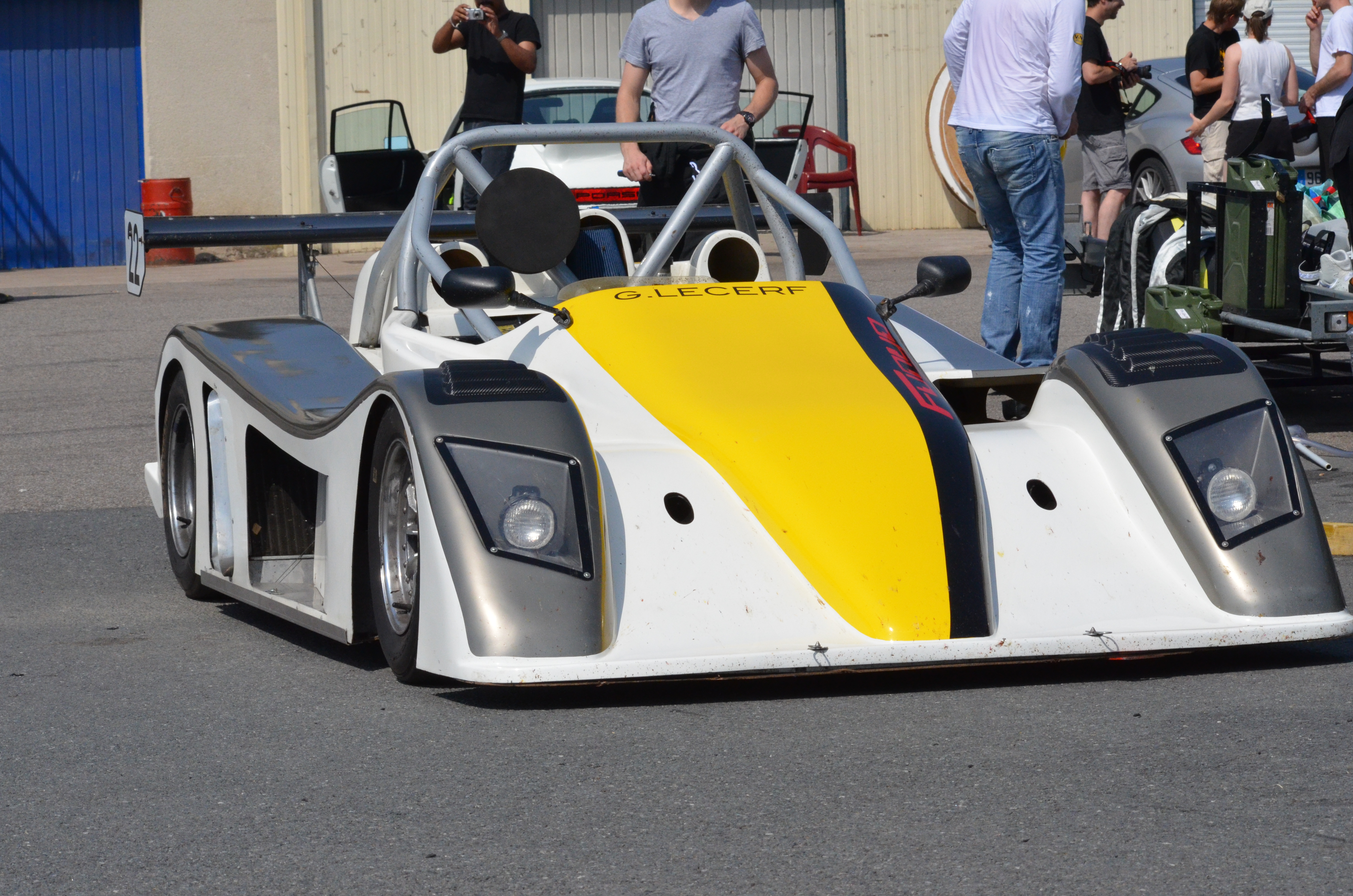
La Funyo 4 RC

- Funyo 4 RS
- Funyo 4 RC
- Funyo 5
- Funyo 7